# Isla Maderas Negras

Isla Maderas Negras är en nio kilometer lång ö längs Stilla Havskusten, i El Viejo, Nicaragua. De ligger kommunens sydligaste del, mellan öarna Isla Aserradores i norr och Isla Paredones i söder. Den glesbefolkade ön är nio kilometer lång och mestadels platt. Längs den södra delen av ön sträcker sig en lång sandstrand.